# 野田内閣
野田内閣（のだないかく）は、衆議院議員、財務大臣、民主党代表の野田佳彦が第95代内閣総理大臣に任命され、2011年（平成23年）9月2日から2012年（平成24年）1月13日まで続いた日本の内閣。
民主党と国民新党の連立政権を形成する。

## 概説
2011年（平成23年）8月30日、前任の菅直人再改造内閣が内閣総辞職したため、国会で内閣総理大臣指名選挙が行われた。衆議院は野田を1回目の投票で指名。参議院では過半数の票を得た者がいなかったため、1位の野田と2位の谷垣禎一自由民主党総裁による決選投票が行われた結果、野田が内閣総理大臣に指名された。同年9月2日、内閣総理大臣の親任式及び国務大臣の認証式が皇居で行われ、正式に野田内閣が発足。鳩山由紀夫内閣、菅直人内閣（菅直人内閣、1次改造、2次改造）に次ぐ3代目の民主党中心の内閣となった。
2024年現在、昭和30年代生まれの首相による内閣は野田内閣と自民党・公明党連立の岸田内閣、石破内閣の3つである。また、新進党在籍歴がある議員の内閣は野田と石破のみである。

### 通称・ニックネーム
野田首相が民主党代表選挙の演説において引用した相田みつをの詩の一節から、「どじょう内閣」という通称が一部の報道では使用されている。
しかし野田は就任会見で内閣の通称について問われると、「キャッチフレーズ、スローガン、これは私あえて言いません。（中略）ドジョウだナマズだという話はしません。これは我々が黙々と仕事をした中で、泥くさく仕事をした中で、政治を前進させた中で、国民の皆さんがどういう評価をするか、そこから出てくる言葉が本物だと思いますので、これはむしろ国民の皆様にいずれ名付けていただくような内閣という位置付けにしたいと思います」と述べ、命名を避けた。
この他、野田内閣で防衛大臣に起用された一川保夫は「あぜ道内閣」、コピーライターの岩永嘉弘は「どんぐりころころ内閣」、政治評論家の小林吉弥は「どじょう鍋内閣」、漫画家の弘兼憲史は「これでいいノダ内閣」、教育評論家の尾木直樹は「課題乗り越え内閣」、漫画家の倉田真由美は「花より団子内閣」、愛知県知事の大村秀章は「超地味内閣」、佐賀県知事の古川康は「実務堅実内閣」、民主党政調会長の前原誠司は「ドジョウ宰相公約実現内閣」、民主党最高顧問の渡部恒三は「民主党最後の内閣」、自由民主党副総裁の大島理森は「グループ均衡内向き内閣」、政治アナリストの伊藤惇夫は「掃除機内閣」、みんなの党代表の渡辺喜美は「増税一直線の論功行賞内閣」と、日本共産党書記局長の市田忠義は「財界直結内閣」、新党改革代表の舛添要一は「党内向けの気遣い内閣」と呼んだ。

### マニフェスト、イギリスではじまりました。ルールがあるんです。
野田は選挙演説で次のような演説を行なっていた事が話題を集めた。
この演説は、後の消費税議論で批判にさらされる原因の一つとなった。

## 内閣の顔ぶれ・人事
所属政党・出身:
  民主党   国民新党
  中央省庁・民間

### 国務大臣
| 職名                                                                               | 氏名       | 氏名 | 出身等                                | 特命事項等                                         | 備考                                        |
| ---------------------------------------------------------------------------------- | ---------- | ---- | ------------------------------------- | -------------------------------------------------- | ------------------------------------------- |
| 内閣総理大臣                                                                       | 野田佳彦   |      | 衆議院 民主党 （野田G）               |                                                    | 民主党代表 横滑り                           |
| 総務大臣 内閣府特命担当大臣 （沖縄及び北方対策） （地域主権推進）                  | 川端達夫   |      | 衆議院 民主党 （川端G） （鳩山G）     | 地域活性化担当 内閣総理大臣臨時代理 就任順位第3位  | 再入閣                                      |
| 法務大臣                                                                           | 平岡秀夫   |      | 衆議院 民主党 （菅G） （近藤・平岡G） |                                                    | 初入閣                                      |
| 外務大臣                                                                           | 玄葉光一郎 |      | 衆議院 民主党 （玄葉G）               |                                                    | 横滑り                                      |
| 財務大臣                                                                           | 安住淳     |      | 衆議院 民主党 （前原G）               |                                                    | 初入閣                                      |
| 文部科学大臣                                                                       | 中川正春   |      | 衆議院 民主党 （羽田G）               | 国立国会図書館 連絡調整委員会委員                  | 初入閣                                      |
| 厚生労働大臣                                                                       | 小宮山洋子 |      | 衆議院 民主党 （前原G）               |                                                    | 初入閣                                      |
| 農林水産大臣                                                                       | 鹿野道彦   |      | 衆議院 民主党 （鹿野G）               | 内閣総理大臣臨時代理 就任順位第2位                 | 再任                                        |
| 経済産業大臣                                                                       | 鉢呂吉雄   |      | 衆議院 民主党 （横路G）               | 原子力経済被害担当                                 | 初入閣 2011年9月11日免                      |
| 経済産業大臣                                                                       | (藤村修)   |      | 衆議院 民主党 （野田G）               |                                                    | 臨時代理 2011年9月11日指定 内閣官房長官兼任 |
| 経済産業大臣                                                                       | 枝野幸男   |      | 衆議院 民主党 （前原G） （菅G）       | 原子力経済被害担当                                 | 再入閣 2011年9月12日任                      |
| 国土交通大臣                                                                       | 前田武志   |      | 参議院 民主党 （鹿野G）               | 海洋政策担当 内閣総理大臣臨時代理 就任順位第5位    | 初入閣                                      |
| 環境大臣 内閣府特命担当大臣 （原子力行政）                                         | 細野豪志   |      | 衆議院 民主党 （前原G）               | 原発事故の収束 及び再発防止担当                    | 横滑り                                      |
| 防衛大臣                                                                           | 一川保夫   |      | 参議院 民主党 （小沢G） （鳩山G）     |                                                    | 初入閣                                      |
| 内閣官房長官                                                                       | 藤村修     |      | 衆議院 民主党 （野田G）               | 内閣総理大臣臨時代理 就任順位第1位                 | 初入閣                                      |
| 国家公安委員会委員長 内閣府特命担当大臣 （消費者及び食品安全）                     | 山岡賢次   |      | 衆議院 民主党 （小沢G） （原口G）     | 拉致問題担当 内閣総理大臣臨時代理 就任順位第4位    | 初入閣                                      |
| 内閣府特命担当大臣 （金融）                                                        | 自見庄三郎 |      | 参議院 国民新党                       | 郵政改革担当                                       | 再任                                        |
| 内閣府特命担当大臣 （経済財政政策） （科学技術政策）                               | 古川元久   |      | 衆議院 民主党 （前原G）               | 国家戦略担当 社会保障・税一体改革担当 宇宙開発担当 | 初入閣                                      |
| 内閣府特命担当大臣 （防災）                                                        | 平野達男   |      | 参議院 民主党 （玄葉G） （小沢G）     | 東日本大震災 復興対策担当                          | 再任                                        |
| 内閣府特命担当大臣 （行政刷新） （「新しい公共」） （少子化対策） （男女共同参画） | 村田蓮舫   |      | 参議院 民主党 （野田G）               | 公務員制度改革担当                                 | 再入閣                                      |
| 内閣府特命担当大臣 （原子力損害賠償支援機構）                                      | 細野豪志   |      | 衆議院 民主党 （前原G）               |                                                    | 再任 2011年10月3日免                        |
| 内閣府特命担当大臣 （原子力損害賠償支援機構）                                      | 枝野幸男   |      | 衆議院 民主党 （前原G） （菅G）       |                                                    | 2011年10月3日任                             |

- 2011年（平成23年）9月2日任命。
  - 組閣時の平均年齢 : 58.3歳
  - 最高齢：前田武志（73歳）
  - 最年少：細野豪志（40歳）

### 内閣官房副長官・内閣法制局長官
| 職名           | 氏名 | 氏名       | 担当     | 所属等                               | 備考               |
| -------------- | ---- | ---------- | -------- | ------------------------------------ | ------------------ |
| 内閣官房副長官 |      | 斎藤勁     | 政務担当 | 衆議院、民主党（近藤・平岡グループ） |                    |
| 内閣官房副長官 |      | 長浜博行   | 政務担当 | 参議院、民主党（野田グループ）       |                    |
| 内閣官房副長官 |      | 竹歳誠     | 事務担当 | 前国土交通事務次官                   |                    |
| 内閣法制局長官 |      | 梶田信一郎 |          | 前内閣法制次長、自治省出身           | 2011年12月22日退任 |
| 内閣法制局長官 |      | 山本庸幸   |          | 前内閣法制次長、通商産業省出身       | 2011年12月22日任命 |

- 2011年（平成23年）9月2日任命。

### 内閣総理大臣補佐官
| 職名               | 氏名     | 担当                                             | 所属など                       |
| ------------------ | -------- | ------------------------------------------------ | ------------------------------ |
| 内閣総理大臣補佐官 | 末松義規 | 東日本大震災復興対策、少子化対策及び自殺対策担当 | 衆議院、民主党（菅グループ）   |
| 内閣総理大臣補佐官 | 手塚仁雄 | 政治主導による政策運営及び国会対策担当           | 衆議院、民主党（野田グループ） |
| 内閣総理大臣補佐官 | 長島昭久 | 外交及び安全保障担当                             | 衆議院、民主党（野田グループ） |
| 内閣総理大臣補佐官 | 本多平直 | 内政の重要政策に関する省庁間調整担当             | 衆議院、民主党（菅グループ）   |
| 内閣総理大臣補佐官 | 水岡俊一 | 政治主導による政策運営及び国会対策担当           | 参議院、民主党（横路グループ） |

- 2011年（平成23年）9月5日任命。

### 副大臣
| 職名           | 氏名       | 所属など                           | 備考 |
| -------------- | ---------- | ---------------------------------- | ---- |
| 内閣府副大臣   | 石田勝之   | 衆議院、民主党（鹿野グループ）     |      |
| 内閣府副大臣   | 後藤斎     | 衆議院、民主党（羽田グループ）     |      |
| 内閣府副大臣   | 中塚一宏   | 衆議院、民主党（小沢グループ）     |      |
| 総務副大臣     | 黄川田徹   | 衆議院、民主党（小沢グループ）     |      |
| 総務副大臣     | 松崎公昭   | 衆議院、民主党（鹿野グループ）     |      |
| 法務副大臣     | 滝実       | 衆議院、民主党（無派閥）           |      |
| 外務副大臣     | 山口壯     | 衆議院、民主党（玄葉グループ）     |      |
| 外務副大臣     | 山根隆治   | 参議院、民主党（川端グループ）     |      |
| 財務副大臣     | 五十嵐文彦 | 衆議院、民主党（小沢鋭仁グループ） | 再任 |
| 財務副大臣     | 藤田幸久   | 参議院、民主党（鳩山グループ）     |      |
| 文部科学副大臣 | 奥村展三   | 衆議院、民主党（小沢グループ）     |      |
| 文部科学副大臣 | 森裕子     | 参議院、民主党（小沢グループ）     |      |
| 厚生労働副大臣 | 牧義夫     | 衆議院、民主党（鳩山グループ）     |      |
| 厚生労働副大臣 | 辻泰弘     | 参議院、民主党（鳩山グループ）     |      |
| 農林水産副大臣 | 筒井信隆   | 衆議院、民主党（横路グループ）     | 再任 |
| 農林水産副大臣 | 岩本司     | 参議院、民主党（川端グループ）     |      |
| 経済産業副大臣 | 牧野聖修   | 衆議院、民主党（鳩山グループ）     |      |
| 経済産業副大臣 | 松下忠洋   | 衆議院、国民新党                   | 再任 |
| 国土交通副大臣 | 奥田建     | 衆議院、民主党（羽田グループ）     |      |
| 国土交通副大臣 | 松原仁     | 衆議院、民主党（鳩山グループ）     |      |
| 環境副大臣     | 横光克彦   | 衆議院、民主党（横路グループ）     |      |
| 防衛副大臣     | 渡辺周     | 衆議院、民主党（前原グループ）     |      |

- 2011年（平成23年）9月5日任命。

### 大臣政務官
| 職名               | 氏名       | 所属など                             | 備考                  |
| ------------------ | ---------- | ------------------------------------ | --------------------- |
| 内閣府大臣政務官   | 阿久津幸彦 | 衆議院、民主党（菅グループ）         | 再任 2011年9月7日退任 |
| 内閣府大臣政務官   | 郡和子     | 衆議院、民主党（横路グループ）       | 2011年9月7日任命      |
| 内閣府大臣政務官   | 大串博志   | 衆議院、民主党（野田グループ）       |                       |
| 内閣府大臣政務官   | 園田康博   | 衆議院、民主党（羽田グループ）       | 再任                  |
| 総務大臣政務官     | 福田昭夫   | 衆議院、民主党（鳩山グループ）       |                       |
| 総務大臣政務官     | 主濱了     | 参議院、民主党（小沢グループ）       |                       |
| 総務大臣政務官     | 森田高     | 参議院、国民新党                     | 再任                  |
| 法務大臣政務官     | 谷博之     | 参議院、民主党（横路グループ）       |                       |
| 外務大臣政務官     | 中野譲     | 衆議院、民主党                       |                       |
| 外務大臣政務官     | 加藤敏幸   | 参議院、民主党                       |                       |
| 外務大臣政務官     | 浜田和幸   | 参議院、無所属→国民新党              | 横滑り                |
| 財務大臣政務官     | 三谷光男   | 衆議院、民主党（野田グループ）       |                       |
| 財務大臣政務官     | 吉田泉     | 衆議院、民主党（鳩山グループ）       | 再任                  |
| 文部科学大臣政務官 | 城井崇     | 衆議院、民主党（前原グループ）       |                       |
| 文部科学大臣政務官 | 神本美恵子 | 参議院、民主党（横路グループ）       |                       |
| 厚生労働大臣政務官 | 藤田一枝   | 衆議院、民主党（近藤・平岡グループ） |                       |
| 厚生労働大臣政務官 | 津田弥太郎 | 参議院、民主党（横路グループ）       |                       |
| 農林水産大臣政務官 | 仲野博子   | 衆議院、民主党（小沢グループ）       |                       |
| 農林水産大臣政務官 | 森本哲生   | 衆議院、民主党（鳩山グループ）       |                       |
| 経済産業大臣政務官 | 北神圭朗   | 衆議院、民主党（前原グループ）       |                       |
| 経済産業大臣政務官 | 柳澤光美   | 参議院、民主党（川端グループ）       |                       |
| 国土交通大臣政務官 | 津川祥吾   | 衆議院、民主党（無派閥）             | 再任                  |
| 国土交通大臣政務官 | 津島恭一   | 衆議院、民主党（小沢グループ）       |                       |
| 国土交通大臣政務官 | 室井邦彦   | 参議院、民主党（小沢グループ）       |                       |
| 環境大臣政務官     | 高山智司   | 衆議院、民主党（小沢グループ）       |                       |
| 防衛大臣政務官     | 下条みつ   | 衆議院、民主党（羽田グループ）       |                       |
| 防衛大臣政務官     | 神風英男   | 衆議院、民主党（小沢グループ）       |                       |

- 阿久津幸彦内閣府大臣政務官のみ2011年（平成23年）9月2日任命。それ以外は2011年（平成23年）9月5日任命。

## 人事・政策

### 国務大臣
- 内閣の要となる内閣官房長官には、野田と同期で日本新党から初当選を果たして以来の盟友である衆議院議員の藤村修を起用。藤村はこれが初入閣であり、他にも平岡秀夫・安住淳・中川正春・小宮山洋子・鉢呂吉雄・一川保夫・前田武志・山岡賢次・古川元久も初入閣を果たした。また、玄葉光一郎・安住淳・細野豪志・蓮舫・古川元久といった若手議員も入閣を果たし、組閣時の平均年齢は政権交代後最も若い58.2歳となった。なお、最年少は細野の40歳である。
- 組閣に先立ち行われた民主党代表選挙で挙党態勢の構築を訴え当選した経緯から、野田は民主党の非主流派となった小沢グループから一川保夫を防衛大臣に、山岡賢次を国家公安委員会委員長等に起用。小沢グループからの入閣は菅直人内閣以来およそ1年ぶりとなった（2ヶ月前に入閣した自由党出身の平野達男は玄葉グループに所属しており、2011年（平成23年）民主党代表選挙では小沢グループが支持する海江田万里ではなく反小沢系の野田を支持しているため小沢グループからは外す。）。逆に以前の内閣で起用してきた鳩山グループの中枢メンバーからの入閣はゼロとなった。
- 野田内閣は引き続き国民新党との連立政権を継続し、同党からは自見庄三郎が入閣（再任）。
- 民主党代表選の候補者では鹿野道彦が農林水産大臣に就任し、入閣が検討されていた[9]海江田万里は見送りとなった。前原誠司は民主党の政策調査会長に就任。
- 菅第1次改造内閣、菅第2次改造内閣では民間人も入閣していたが、野田内閣では民間からは入閣しなかった。また、内閣総理大臣臨時代理就任順位第1位には藤村官房長官が指定されたため、野田内閣でも副総理は置いていない。
- 発足から9日後の2011年（平成23年）9月10日、鉢呂吉雄経済産業大臣が福島第一原子力発電所事故に関連する不適切発言の責任を取って辞表を提出。同日夜の持ち回り閣議で、9月11日付での辞任を了承した。後任には前内閣で官房長官を務めた枝野幸男が就任した。
- 2011年（平成23年）10月3日、東京電力に関する経営・財務調査委員会の報告書が取りまとめられたことを踏まえ、枝野経済産業大臣が、内閣府特命担当大臣(原子力損害賠償機構担当)となり、細野環境大臣は、内閣府特命担当大臣(原子力行政担当)と変更される。

### 副大臣・大臣政務官・内閣総理大臣補佐官
- 2011年（平成23年）
  - 9月2日、副大臣・大臣政務官・内閣総理大臣補佐官の任命は後日行われる予定であったものの、平成23年台風第12号が日本列島に接近しつつあったため、同日、他の人事に先行して阿久津幸彦のみ内閣府大臣政務官に再任し、災害対策にあたらせた[10]。その他の副大臣・大臣政務官・内閣総理大臣補佐官の任命は9月5日に行われた。
  - 9月7日、阿久津幸彦内閣府大臣政務官が退任し、後任に民主党の郡和子衆議院議員が就任。
  - 10月3日、末松義規内閣総理大臣補佐官の担当に、少子化対策及び自殺対策が加わる。
  - 11月15日、北朝鮮による日本人拉致問題を担当する大臣を補佐する副大臣が、松原仁国土交通副大臣から、後藤斎内閣府副大臣に変更となる。

## 基本方針
2011年（平成23年）9月2日、初閣議において、内閣の基本方針を決定し、併せて第三次補正予算及び円高への対応策にかかる内閣総理大臣指示が行われた。

## 政策
- 朝鮮学校無償化
- たばこ税

## 内閣の動静

### 2011年（平成23年）
- 8月30日 - 国会で内閣総理大臣指名選挙が行われ、民主党代表野田佳彦が第95代内閣総理大臣に指名される[12]。
- 9月2日 - 内閣総理大臣の親任式及び国務大臣の認証式が行われ、正式に野田内閣が発足[13]。
- 9月3日 - 台風12号の発生に伴い、官邸危機管理センターに情報連絡室を設置[14]。
- 9月4日 - 台風12号の発生に伴い、災害対策関係省庁連絡会議を開催。非常災害対策本部を設置。平野達男防災担当大臣を本部長に任命[14]。
- 9月5日 - 副大臣、大臣政務官、内閣総理大臣補佐官の人事を行う[14]。
- 9月7日 - 浦河沖の地震の発生に伴い、官邸危機管理センターに官邸連絡室を設置。阿久津幸彦内閣府大臣政務官が退任し、後任に民主党の郡和子衆議院議員が就任[15]。
- 9月9日 - 成田憲彦駿河台大学法務研究科教授を、内閣官房参与に任命。14名の内閣官房参与の内、前田匡史、峰崎直樹、小林芳雄、中村祐輔を再任。内閣特別顧問の稲盛和夫を再任[16]。
- 9月10日 - 鉢呂吉雄経済産業相が福島第一原子力発電所事故に関連する不適切発言の責任を取って辞表を提出。同日夜の持ち回り閣議で、9月11日付での辞任を了承した。藤村修内閣官房長官が経済産業相臨時代理に就任。[17]。
- 9月12日 - 鉢呂の後任の経済産業相に、枝野幸男前内閣官房長官が就任。野田首相が、公式ブログ官邸かわら版を始める[18]。
- 9月13日 – 第178臨時国会が開会。野田首相が、所信表明演説を行う[19]。北朝鮮、朝鮮民主主義人民共和国からの脱北者9名を第9管区海上保安本部が保護。
- 9月15日 – 行政刷新会議の民間議員に、片山善博前総務相、葛西敬之JR東海会長、松井孝典東京大学名誉教授を任命[20]。
- 9月16日 – 国会の会期が、14日間延長され、9月30日までとなる。内閣官房の震災ボランティア連携室を廃止し、東日本大震災復興対策本部に機能を移す。同時に、室長の湯浅誠を免職。湯浅は、内閣府参与と内閣官房社会的包摂推進室室長が継続となる。
- 9月20日 - 台風15号の発生[要出典]に伴い、災害対策関係省庁連絡会議を開催。台風12号による大雨に関する情報連絡室（9月3日設置）を、台風12号及び台風15号による大雨に関する情報連絡室に改組[21]。
- 9月22日 - 野田首相が、原子力安全及び核セキュリティに関する国連ハイレベル会合でスピーチを行う。NASAが打ち上げた人工衛星が地球上に落下する恐れがあるとして、官邸危機管理センターに米国人工衛星落下に関する情報連絡室を設置。
- 9月23日 - 野田首相が、第66回国連総会における一般討論演説を行う。
- 9月30日 - 東京電力福島原子力発電所事故調査委員会法と国会法の一部を改正する法律が成立。第178臨時国会が閉会。
- 10月3日 - 野田首相が、埼玉県朝霞市の国家公務員朝霞宿舎を視察し、安住財務大臣に5年間の建設凍結を指示。東京電力に関する経営・財務調査委員会の報告書が取りまとめられたことを踏まえ、枝野経済産業大臣が、内閣府特命担当大臣（原子力損害賠償支援機構担当）となり、細野環境大臣は、内閣府特命担当大臣（原子力行政担当）と変更される。末松内閣総理大臣補佐官の担当に、少子化対策及び自殺対策が加わる。
- 10月11日 - 中央防災会議が開催され、防災対策推進検討会議の設置が決定する。
- 10月18日 - 第1回予算編成に関する政府・与党会議が開かれる。野田首相が、初めての2国間会談のための外国訪問として、韓国を訪問する。日程は、10月19日まで。
- 10月19日 - 野田首相が韓国の李明博大統領と会談し、朝鮮半島由来の図書5冊を引き渡す。欧州金融不安を受けたウォン安回避に向け、韓国への資金支援枠を現行の130億ドル（約9900億円）から700億ドル（約5兆3600億円）に拡大することで合意[22]。
- 10月20日 - 第179回臨時国会が開会。会期は、12月9日までの51日間。
- 10月21日 - 国家戦略会議の開催を閣議決定する。ドイツが打ち上げた人工衛星が地球上に落下する恐れがあるとして、官邸危機管理センターにドイツ人工衛星落下に関する情報連絡室を設置。
- 10月22日 - 野田首相と枝野経産相が、第24回東京国際映画祭のオープニングセレモニーに出席する。
- 10月28日 - 野田首相が、第179回国会における所信表明演説を行う。国家戦略会議の初会合を行う。
- 11月2日 - 野田首相が、フランスで開催されるG20カンヌサミットに出席する。期間は、11月5日まで。
- 11月12日 - 野田首相が、アメリカで開催されるAPEC首脳会議に出席する。期間は、11月14日まで。
- 11月15日 - 拉致問題を担当する大臣を補佐する副大臣が、変更となる。この件につき、藤村官房長官を厳重注意、竹歳官房副長官（事務）を訓告処分とする。
- 11月17日 - 野田首相が、インドネシアで開かれるASEAN関連首脳会議に出席する。期間は、11月19日まで。
- 11月28日 - 元公明党参議院議員の高野博師の内閣官房参与への登用を断念する。
- 12月4日 - 野田首相が、第15回ILOアジア太平洋地域会議で特別演説を行う。
- 12月9日 - 参議院において、一川防衛大臣と山岡国家公安委員長の問責決議が可決される。第179臨時国会が閉会。
- 12月16日 – 野田首相が、福島第1原子力発電所の冷温停止を宣言。政府・東京電力統合対策室を解散する。平成24年度予算編成の基本方針を閣議決定。
- 12月18日 - 野田首相が、京都市で来日中の韓国の李明博大統領と会談。野田首相はソウルの日本大使館前に設置された慰安婦をモチーフにした少女の銅像の撤去を求めたのに対し、李大統領は日本政府による従軍慰安婦問題の優先的な解決を強く求めこれを拒んだ[23]。
- 12月19日 - 朝鮮民主主義人民共和国（北朝鮮）の最高指導者金正日が17日に死去していたことが朝鮮中央放送等を通じて発表され[24]、官邸内閣対策室の設置や安全保障会議の開催[25]など事態への対応を優先し、同日昼に予定されていた新橋駅前での野田首相の街頭演説が急遽キャンセルされた[26]。
- 12月20日 - 安全保障会議を開催し、、「北朝鮮金正日国防委員会委員長の死去について」、「南スーダンへの自衛隊施設部隊等の派遣について」及び「次期戦闘機の整備について」を議題とし、「南スーダンへの自衛隊施設部隊等の派遣について」及び「次期戦闘機の整備について」を決定する。
- 12月22日 - 梶田信一郎内閣法制局長官が退官し、後任に山本庸幸内閣法制次長が就任する。
- 12月24日 - 同月22日の第6国家戦略会議を踏まえて、「日本再生の基本戦略」を閣議決定。東日本大震災からの復興やアジアの成長取込みを主な内容とする国家戦略を定めた。
- 12月25日 - 野田首相が、中国を訪問する。期間は、12月26日まで。
- 12月26日 - 東京電力福島原子力発電所における事故調査・検証委員会「中間報告」が提出される。
- 12月27日 - 野田首相が、インドを訪問する。期間は、12月29日まで。藤村官房長官が、「防衛装備品等の海外移転に関する基準」についての内閣官房長官談話を発表する。那須弘平最高裁判事が定年退官することに伴い、その後任として、大橋正春弁護士を最高裁判事として任命することが決まる。伊藤哲朗内閣危機管理監が退官し、後任に米村敏朗元警視総監を任命する。植松信一内閣情報官が退官し、後任に北村滋警察庁長官官房総括審議官を任命する。伊藤哲朗、植松信一を内閣官房参与に任命する。
- 12月28日 -中村祐輔東京大学教授が、内閣官房医療イノベーション推進室長と内閣官房参与を退任する。

### 2012年
- 1月1日 - 野田首相が、平成24年度年頭所感を発表する。
- 1月4日 - 野田首相が、年頭記者会見を行う。内閣官房医療イノベーション推進室長に、松本洋一郎東京大学教授が就任。
- 1月6日 - 政府・与党社会保障改革本部が開催をされ、「社会保障・税一体改革素案」を決定する。
- 1月8日 - 野田首相が、福島県南相馬市及び福島市を訪問する。
- 1月10日 - 野田首相が、宮城県石巻市及び岩手県大船渡市を訪問する。内閣官房参与の伊藤哲朗、植松信一が退職。
- 1月12日 - 野田首相が、政府・民主三役会議で、1月13日の内閣改造を正式に表明する。
- 1月13日 - ロシア連邦宇宙局が打ち上げた人工衛星が地球上に落下する恐れがあるとして、官邸危機管理センターにロシア火星衛星探査機落下に関する情報連絡室を設置。野田首相が、内閣改造を行い、野田第1次改造内閣が発足する。